# モータリック
モータリック（Motorik）は、クラウトロック・バンドによって愛用され、クラウトロック・バンドの音楽と深く関連付けられている4/4ビートのことである。

## 解説
音楽ジャーナリストによって造られたこの用語は、ドイツ語で「運動スキル (motor skill)」を意味している。モータリック・ビートは、ドイツの実験的ロック・バンド、カンのドラマー、ヤキ・リーベツァイトによって開拓された。ノイ!のクラウス・ディンガーはモータリック初期におけるもう一人の先駆者であり、後にそれを「アパッチ・ビート (Apache Beat)」と呼んだ。モータリックのビートはクラフトワークの「Autobahn」の1セクションで聴くことができるが、この曲はまさにこの体験を祝うために作られたような曲である。この曲は、ノイ!のセルフタイトル・アルバム『ノイ!』収録の「Hallogallo」でも全編を通して聴くことができる。
一部の音楽評論家は、モータリックのスタイルはベートーヴェンやロッシーニの音楽と同様の前進する勢いの感覚を伝え、ジャズのリズミカルなドラム演奏に似ていると考察した。彼らは、それが当初から「産業近代の栄光」を呼び起こしたと述べた。
モータリックのビートは4/4拍子で、適度なテンポになっている。このパターンが、曲全体の各小節で繰り返される。スプラッシュまたはクラッシュ・シンバルが、ヴァースやコーラスの最初の小節で叩かれることがよくある。クラウス・ディンガーは、これが「まさに人間のビートだ」と強調し、「本質的には人生について、どのように動きを保持し、走り続け、動き続けなければならないかということについてのものだ」と付け加えた。基本的なパターンは次のとおり。

## 語源
音楽ジャーナリズムにおけるこの言葉の使用は、容赦ないオスティナートのリズムを表すために音楽評論家によって長い間使われてきた用語「モーターリック (motoric)」をもじって改変したもの、または単に「モーター (motor)」と「音楽」（ドイツ語で「ムジーク (musik)」）の組み合わせに由来している可能性がある。さらに、モータリックはドイツ語で運動能力を意味している。この名称は、反復的でありながら前進するリズムの感覚に由来しているのかもしれない。これは高速道路 (motorway)での運転体験に喩えられている。

## 応用
ヴェルヴェット・アンダーグラウンドのドラマー、モーリン・タッカーのドラム・スタイルは、音楽評論家のクリス・ジョーンズによって特に「プロト・モーターリック」と特徴づけられている。ドイツのクラウトロック・バンドとは別に、モータリック・ビートはさまざまなジャンルのバンドによって使用されており、サイケデリック・ロック、ポストパンク、インディー・ロック、および現代の非ドイツの「クラウトロック」バンドに最も多く使用されている。モータリック・ビートは、ケニー・モリスとバッジーというドラマーたちの関与により、スージー・アンド・ザ・バンシーズの音楽におけるもち味とされる特徴となった。その他の著名なアーティストには、ジョイ・ディヴィジョン、ビーク、ザ・ウォー・オン・ドラッグス、エレクトラレーン、ザ・ラプチャー、LCDサウンドシステム、キング・ギザード&ザ・リザード・ウィザード、シー・オー・シーズ、モダン・ラヴァーズ、イギー・ポップ、パブリック・イメージ・リミテッド、ウルトラヴォックス、ステレオラブ、ヨ・ラ・テンゴ、エンドレス・ブギー、アイドルズ、ムーン・デュオ、そしてサム・フェンダーのドラマーであるドリュー・マイケルなどがいる。